# Будизам у Мјанмару
Будизам у Мјанмару (раније Бурма) је углавном теравада школе, и чини већинску религију са око 89% становништва. Ова земља има највећи проценат монашке популације на свету у односу на број становника.
Будизам по манастирима претежно се руководи теравадинским пали каноном. Махајана је изгубила своје некадашње упориште у Бурми; постоји само пар манастира које издржавају локалне заједнице Гурки и Кинеза.
Од стицања независности, свака власт у Бурми се снажно ослањала на будистичку сангу.

## Историја

### Рани период
Археолошки докази указују да су у ранијем периоду санскритског будизма и махајана и сарвастивада имале знатан утицај. Сматра се да је нека врста будизма постојала у Бурми најраније у 3. веку. Од 5. века постоје епиграфски и други археолошки докази за прилично развијен будистички живот, који је био тесно повезан са североисточном Индијом, а могуће и са Андхром на источној обали јужне Индије. У Прому су откривени фрагменти будистичког Пали канона, које је могуће датирати најраније у 5. век.
Мјанмар су раније насељавали народи Пју, тибетанског порекла, и Мон, за које се представља да су дошли са источне обале Индије. Пју су у централној Бурми већ у 6. веку прихватили теравада будизам, вероватно пореклом са југа Индије, као и народ Мон на југу. Махајана будизам је стигао копном, преко Бенгала и Асама, можда још раније. До 7. века, били су заступљени и теравадински и сарвастивадински облици.
Од 8. и 9. века махајански облик је вероватно био заступљен у доњој Бурми, нарочито у Прому, где је доспео из североисточне Индије (односно Бенгала). Он је следио индијски ток развоја, и био изразито тантрички.

### Успостава тераваде
Нова ера бурманског будизма отпочиње у 11. веку, са доласком краља Анаврате, који је постао владар прве бурмаске државе са седиштем у Пагану 1044. године. Он је покушао да уклони тантристичке утицаје из бурманских манастира и обнови будистички монастицизам теравадске форме, онако како га је сачувао народ Мон. Он се прихватио реформе религије од екстремног облика тантризма у који се развила под контролом Аријеваца (или Арјаса), тантричког свештенства које је доминирало горњом Бурмом. Пошто је проширио своје краљевство на исток до Тхатона, Бурманско краљевство потпало је под снажан утицај тераваде који су ширили Мони, тадашњи житељи југоисточне Бурме. Управо од тог доба је теравада постала доминантан облик будизма међу Бурманцима средишњих подручја речног тока; одатле су поникле бурманска цивилизација, литература и уметност, које су се одржале до данашњег доба.
Уједињење Бурме као великог средишта будистичке културе и учености током овог периода резултирало је потискивањем мноштва култова нат, или локалних духова, иако су се ти култови и неки елементи браманизма ипак задржали као упадљива особина бурманског будизма.
Махајана будизам је потиснут, а пали је заменио санскрит као службени језик светих текстова (иако су у широкој употреби били и преводи на локалним језицима), који су ревидирани уз помоћ монаха са Шри Ланке. Аријевци ипак нису били потпуно потиснути, већ су успели да одрже свој искварени облик будизма (укључујући и конзумирање меса, алкохолних пића, прибегавање враџбинама и допуштено упражњавања полних односа) све до 18. века.
Британско освајање Бурме у 19. веку и наметање британске империјалне власти озбиљно су нарушили традиционалну организацију санге.

### Савремени период
У Бурми, поред будистичке већине која чини око 74% становништва, постоје још две веће етничке групе: муслимани Аркани који живе на обали Индијеког океана и протестанти Карени на истоку. Карени су преведени на хришћанство од стране енглеских мисионара за време колонијалне владавине, што је појачало нетрпељивост.
У антиколонијалној борби бурмански народ се снажно ослањао на будистичку сангу. Од стицања независности 1947. године, будизам постаје најбитнија црта државног идентитета. Са друге стране, то је још више распалило разлике у односу на муслимане и протестанте и довело до жестоких сукоба. Након ослобођења, санга је поставила задатак да поврати велики део изгубљене територије. У Ну, премијер независне Бурме до 1962. године, преузео је улогу краљева из преколонијалних дана, наступајући као заштитник будизма. Свака наредна власт у Бурми се снажно ослањала на будистичку сангу. Државни будизам се показао као изразито оштар било према муслиманима било према хришћанству.
Године 1956. је обележено 2500 година од Будине смрти (ступања у коначну нирвану) уз одржавање великог будистичког сабора, на коме су монаси рецитовали и ревидирали читав текст Типитаке. Сабор је одржан у огромној дворани у облику шпиље изван Рангуна, посебно саграђене у ту сврху из државног буџета. Године 1961. у Бурманском парламенту је усвојен предлог закона којим се будизам проглашава државном вероисповешћу, али без дискриминације других религија, које обухватају око 15% небудистичког становништва. Ово је касније укинула војна влада на челу са генералон Не Вином, који је преузео управу над Бурмом марта 1962. године.
У Бурми данас постоје бројни манастири. Они су раштркани дуж долине реке, која је колевка бурманске цивилизације, скоро по свим градићима и селима, где за локални живаљ представљају средишта утицаја, морала и образовања. Пагоде, које су изградили и опремили краљеви и световњаци, стоје уз манастире у већини градова; оне раскошније, као пагода у Мандалају и Шве Дагон у Рангуну, покривене су златним листићима и уживају глас ходочасничких стецишта, а представљају и места окупљања неизмерног броја људи у дане светковина.
Иако се будизам често доживљава као аполитична религија, у земљама југоисточне Азије има знатан политички утицај. Почетком 21. века у Мјанмару, многи будисти агитују против равноправности жена и муслиманске мањине и залажу се за доношење закона о заштити расе и религије.

## Обележја
Теравадински будизам није успео да одмах преобрази некадашње примитивно обожавање духова, или натса; он је себи постепено утирао пут, преображавајући локална веровања и праксе, створивши током векова спој будизма и локалне традиције, који се назива бурманским будизмом. Када су се Европљани први пут срели с њим, приметили су да се ради о танком слоју будизма који покрива „праву“ бурманску религију, односно обожавање природе. Бурмански будизам је спектар, на чијем су једном крају примитивни култови и веровања, а на другом аутентични теравада будизам пали канона који се упражњава по манастирима. Између ове две крајности постоји континуитет у коме се прелази са једног на друго, уз несумњиви пораст аутентичног теравадинског елемента.
Бурма је изашла на глас по проучавањима абхидхаме, а током последњих векова привукла је монахе са Цејлона у манастире у којима се посебно изучава.